# Viola suaveolens
Viola suaveolens är en violväxtart som beskrevs av Johann Baptist Wiesbaur. Viola suaveolens ingår i släktet violer, och familjen violväxter. Inga underarter finns listade i Catalogue of Life.